# European Open 2022
European Open 2022 — тенісний турнір, що проходив на кортах з твердим покриттям у місті Антверпен, Бельгія з  17 до 23 жовтня. Належав до категорії ATP 250.

## Фінальна частина

### Одиночний розряд
Фелікс Оже-Аліассім —  Себастьян Корда 6–3, 6–4

### Парний розряд
Таллон Ґрікспор /  Ботік ван де Зандсгулп —  Роган Бопанна /  Матве Мідделкоп 3–6, 6–3, [10–5]